# Bentayou-Sérée
Bentayou-Sérée település Franciaországban, Pyrénées-Atlantiques megyében. Lakosainak száma 108 fő (2022. január 1.). Bentayou-Sérée Vidouze, Castéra-Loubix, Lamayou, Luc-Armau, Lucarré, Maure, Momy és Pontiacq-Viellepinte községekkel határos.

## Népesség
A település népességének változása:
| Lakosok száma | 105  | 108  | 109  | 109  | 110  | 109  | 109  | 108  | 108  |
|               | 2013 | 2015 | 2016 | 2017 | 2018 | 2019 | 2020 | 2021 | 2022 |